# Pentapodus aureofasciatus
Pentapodus aureofasciatus är en fiskart som beskrevs av Russell 2001. Pentapodus aureofasciatus ingår i släktet Pentapodus och familjen Nemipteridae. Inga underarter finns listade i Catalogue of Life.